# Иранский институт исследований в области философии
Институт исследований в области философии (перс. مؤسسه پژوهشی حکمت و فلسفه ايران‎) — один из научно-исследовательских институтов в Иране.

## История
3 января 1974 года Сейед Хусейн Наср основал Общество иранской философии и мудрости (тогда - Императорскую Иранскую Академию Философии) с целью большего понимания и распространения философского и интеллектуального наследия Ирана как в доисламский период, так и во время ислама внутри и за пределами страны, а также для ознакомления большего числа иранцев с философской мыслью цивилизаций Востока и Запада и сопоставления разных философских школ. Это общество официально начало свою деятельность спустя год после основания, и такие личности, как Мехди Мохакек, Джалаледин Хамаи, Махмуд Шахаби, Аббас Заряб Хойи, Яхья Махдави, стали членами его попечительского совета.
В первые годы, наряду со своей образовательной и исследовательской деятельностью, помимо привлечения иранских профессоров в области философии, включая Сейеда Джалаледдина Аштияни, Аббаса Заряба Хойи и Джавада Мослеха, были приглашены работать такие ученые и переводчики как Анри Корбен, Тосихико Идзуцу, Хаким Бей, были основаны семинары и свободные курсы, на которых разбирались мистические и философские тексты, в результате чего было воспитано новое поколение профессоров мирового значения, например, Уильям Читтик, Жан Дюринг и Мухаммад Легенгаузен.
После победы Исламской Революции, Общество мудрости Ислама сумело продолжить свою деятельность благодаря Шахиду Муттахари, уделяя внимание своему прошлому.
В 1981 году общество, объединившись с рядом научно-исследовательских институтов и войдя в состав «Института культурных исследований» (впоследствии переименованного в «Институт гуманитарных и культурных исследований»), продолжило свою деятельность в рамках двух учреждений: Исследовательского института религии и Исследовательского института истории и философии науки. В 1997 году общество отделилось от этих двух институтов и возобновило свою работу в качестве «Общества иранской мудрости и философии». Затем, с 2001 года, с одобрения Совета по развитию высшего образования общество отделилось от Института гуманитарных и культурных исследований и с начала 2002 года продолжило свою деятельность в качестве независимого института под названием «Института исследований в области философии Ирана» во главе с доктором Голамрезой Авани. В августе 2011 года руководство институтом было передано доктору Абдол Хоссейну Хосроупанаху (титул — ходжат оль-ислам аль-муслимин).
В настоящее время Институт исследований в области философии реализует свою деятельность в составе шести исследовательских групп: западная философия под руководством доктора Голамрезы Авани, исламская философия (доктор Голамхоссейн Эбрахими Динани), теология (доктор Али Афзали), исследования науки (доктор Хасан Масуми Хамедани), религии и мистика (доктор Шахрам Пазуки), логика (доктор Зия Мовахед).

## Цели института
- способствовать развитию и расширению исследований в области исламской философии, западной философии, теологии, религий и мистики, сравнительной философии, логики, истории и философии науки, исследований науки и философии религии;
- создание соответствующей почвы для поддержания вышеуказанной исследовательской деятельности в стране;
- выявление и изучение новых направлений философии и их популяризация в стране;
- постановка традиционных философских вопросов и смежных направлений современным способом;
- усилия по возрождению особого статуса Ирана в исламской и мировой философии, и подготовка выдающихся международном уровне специалистов и ученых в этих областях;
- усилия по распространению культуры мысли, а также философской и логической мысли в обществе и увеличению уровня знаний и осмысления в области Ислама.

## Некоторые из мероприятий института
- издание ежегодника исламской философии «Ишрак» при совместной работе с Московским философским обществом;
- научное сотрудничество и публикация Международного издания по исламской философии при совместной работе с Fisb;
- научное сотрудничество и публикация нескольких исправленных рукописей в области исламской философии при совместной работе с Берлинским университетом;
- реализация фундаментальных исследовательских проектов, прикладных проектов и проектов по развитию;
- коррекция, перевод и сбор философских, мистических и богословских текстов на разных уровнях;
- международное сотрудничество с философскими центрами и аналогичными институтами в мире, проведение научно-технических конференций, а также внутренних и международных дискуссий и лекций по вопросам философии в установленном сроке и порядке;
- печать и публикация философских и богословских книг;
- привлечение элиты и выдающихся ученых в области философии, теологии и мистики;
- создание программы докторантуры в области философии и принятие студентов на этом уровне в трех направлениях: западная философия; исламская философия и история и исследование науки; исламская теология, философия права и этика;
- подготовка и поддержка молодых иностранных исследователей, интересующихся исламско-иранской мыслью, для продвижения этой мысли в университетах и научных фондах за рубежом.